# Николаев, Игорь Алексеевич
Игорь Алексеевич Николаев (род. 18 июня 1962, п. Большая Ижора Ленинградской области) — российский экономист и политический деятель. Доктор экономических наук, бывший профессор Высшей школы экономики.

## Биография
В 1984 году окончил с отличием экономический факультет Московского государственного университета.
В 1984—1986 гг. служил в армии. Воинское звание — лейтенант.
С 1986—1990 гг. — работал научным сотрудником кафедры экономики промышленности экономического факультета МГУ.
В 1989 году защитил кандидатскую диссертацию, в 1996 году — докторскую.
В 1990—1996 гг. работал в Госкомитете РФ по делам науки и высшей школы и Миннауки РФ.
В 1997—1998 гг. — советник в Аппарате Правительства РФ, участвовал в разработке правительственной антикризисной программы.
В 1998—2000 гг. — заместитель руководителя Департамента экономики Министерства путей сообщения РФ.
С октября 2000 по март 2022 года возглавлял Департамент стратегического анализа, а затем Институт стратегического анализа аудиторско-консалтинговой компании «Финансовые и бухгалтерские консультанты».

## Научная и публицистическая деятельность
Опубликовал более 400 работ в научных и деловых изданиях на экономические темы. Регулярно выступает на научных конференциях в качестве докладчика.
Под редакцией Николаева были проведены исследования «Сколько стоит Россия» (2004 г.) и «Сколько стоит Россия: 10 лет спустя» (2014 г.), получившие широкий резонанс в СМИ. Версия 2004 года была подготовлена в рамках совместного проекта с телекомпанией REN TV и газетой «Ведомости», позднее издана в печатном виде . Совокупная стоимость всех отраслей российской экономики была оценена в 974,7 трлн рублей или 33,6 трлн долларов.
Под руководством Николаева была подготовлена программа социально-экономического развития России на 2008—2010 годы «Второе дыхание» (2007 г.), в которой были изложены конкретные меры по обеспечению устойчивого и эффективного экономического развития России.
Регулярно выступает в СМИ в качестве эксперта по экономическим темам. В выступлениях неоднократно обращал внимание на необходимость проведения структурных реформ и заявлял, что экономический спад, начавшийся в конце 2014 года, был во многом обусловлен внутренними причинами ещё до падения цен на нефть.
Осенью 2014 года точно предсказал будущий отказ ЦБ от финансовых интервенций и дальнейшее ослабление рубля.

## Общественно-политическая деятельность
В 2014 году принял участие в выборах депутатов Московской городской думы шестого созыва по одномандатному округу № 8. Занял 2 место, набрав более 20 % голосов.
Является автором запроса в Конституционный суд Российской Федерации, в котором просил признать не соответствующим Конституции Российской Федерации закон о федеральном бюджете на 2016 год, так как принятие данного закона не обеспечивало выполнение конституционной нормы о социальном характере российского государства.
В 2016 году баллотировался в депутаты Государственной думы от партии «Яблоко» по 197-му (Кунцевскому) избирательному округу в Москве. Набрал 13,1 % голосов, занял третье место.
В 2021 году баллотировался в депутаты Государственной думы от партии «Яблоко» по 209-му (Черемушкинскому) избирательному округу в Москве. Был поддержан «Умным голосованием».  Занял второе место с результатом 19,79% голосов.

## Сочинения
- Николаев И. А. Приоритетные направления науки и технологии : выбор и реализация. — М. : Машиностроение, 1995. — 167 с. — ISBN 5-217-02807-6
- Сколько стоит Россия / [И. А. Николаев и др.]; под ред. И. А. Николаева. — М. : Экономика ; Елима, 2004. — 398, [1] с. : ил., табл. — ISBN 5-282-02449-7
- Сколько стоит Россия Архивная копия от 13 февраля 2021 на Wayback Machine // Общество и экономика. 2014. № 5. С. 5-52. Авторский коллектив: И. Николаев (руководитель), Т. Марченко, О. Точилкина, С. Голотюк (информационноеобеспечение)
- Николаев И. А., Точилкина О. С., Марченко Т. Е. Сколько стоит Россия: 10 лет спустя. — М. : [б. и.], 2015. — 139, [2] с. : портр., цв. ил.